# Laid Back
Laid Back is een Deense popgroep bestaande uit Tim Stahl (keyboards) en John Guldberg (gitaar) opgericht in 1979. Ze treden nog steeds geregeld op.
Ze zijn in Nederland en België (Vlaanderen) het bekendst door de hits "Sunshine Reggae" (1983) en "White Horse" (1984). In (1990) hadden ze ook een hit met "Bakerman" begeleid door een opmerkelijke videoclip geregisseerd door Lars von Trier: de bandleden sprongen uit een vliegtuig en op hun paravlucht naar beneden beeldden ze het liedje uit .

## Discografie

### Albums
- 1981: Laid Back
- 1983: Keep Smiling
- 1985: Play It Straight
- 1987: See You in the Lobby
- 1990: Hole in the Sky
- 1993: Why Is Everybody in Such a Hurry
- 1998: Laidest Greatest
- 1999: Unfinished Symphonies
- 2004: Happy Dreamer
- 2011: Cosmic Vibes
- 2012: Cosyland
- 2013: Uptimistic Music
- 2019: Healing Feeling

### Singles
| Single met eventuele hitnotering(en) in de Nederlandse Top 40 | Datum van verschijnen | Datum van binnenkomst | Hoogste positie | Aantal weken | Opmerkingen                                                                  |
| ------------------------------------------------------------- | --------------------- | --------------------- | --------------- | ------------ | ---------------------------------------------------------------------------- |
| Sunshine Reggae                                               | 1983                  | 22-10-1983            | 2               | 14           | Veronica Alarmschijf Hilversum 3 / #4 Nationale Hitparade / #2 TROS Top 50   |
| White Horse                                                   | 1984                  | 4-8-1984              | 17              | 6            | Veronica Alarmschijf Hilversum 3 / #15 Nationale Hitparade / #14 TROS Top 50 |
| Bakerman                                                      | 1989                  | 17-3-1990             | 23              | 6            | #20 Nationale Top 100                                                        |

### NPO Radio 2 Top 2000
| Nummer met noteringen in de NPO Radio 2 Top 2000 | '99  | '00  |
| ------------------------------------------------ | ---- | ---- |
| Sunshine Reggae                                  | 1749 | 1800 |

1. ↑  Een vetgedrukt getal geeft de hoogste notering aan.
2. ↑  Deze tabel is bijgewerkt tot en met de laatste editie (2024).